# Jason Anderson (développeur de jeux vidéo)
Pour les articles homonymes, voir Anderson et Jason Anderson.
Jason D. Anderson, souvent simplement crédité Jason Anderson, est un créateur de jeux vidéo.

## Carrière
Il débute en tant qu'artiste sous contrat pour Interplay sur un projet de jeu d'échecs, USCF Chess, qui sort en 1994. Plus tard la même année, il est embauché pour la création du moteur, du monde de jeu et de l'interface de Fallout. Après avoir travaillé sur le prototype de design de Fallout 2, Anderson quitte Interplay avec les deux autres responsables principaux de Fallout, Tim Cain et Leonard Boyarsky, pour fonder Troika Games, où il travaille sur Arcanum : Engrenages et sortilèges et Vampire: The Masquerade - Bloodlines. Après la fermeture de ce studio en 2005, Anderson quitte temporairement l'industrie du jeu vidéo pour vendre des biens immobiliers.
En novembre 2007, Interplay rouvre son studio de développement interne et embauche Anderson en tant que directeur de la création sur un projet de jeu en ligne massivement multijoueur, dont l'annonce précise qu'il ne sera pas un Fallout.
En mars 2009, Anderson rejoint inXile Entertainment en tant que creative director. En janvier 2011, il quitte inXile pour rejoindre Turtle Rock Studios.
En mars 2012, inXile Entertainment annonce le développement de Wasteland 2, financé par les fans, et avec Anderson en tant qu'auteur du scénario du jeu.

## Sources
- (en) Cet article est partiellement ou en totalité issu de l’article de Wikipédia en anglais intitulé « Jason Anderson (artist) » (voir la liste des auteurs).